# Joan Martí i Alanis
Joan Martí i Alanis   (el Milà, 29 de novembre de 1928 - Barcelona, 11 d'octubre de 2009) va ser arquebisbe català, bisbe d'Urgell i copríncep d'Andorra. Germà del crític literari Antoni Martí Alanis.

## Biografia
Fill de Ramon Martí i París i d'Emília Alanís i Cuarte, cursà els estudis eclesiàstics al seminari de Tarragona (1939-1951). Després de ser ordenat sacerdot el 17 de juny de 1951, va estudiar la llicenciatura en Humanitats Clàssiques a Salamanca (1951-1954).
El cardenal Benjamín de Arriba y Castro el va destinar al Col·legi de la Mare de Déu de la Mercè de Montblanc, del qual fou nomenat director l'any 1957. Aquell mateix any va obtenir el diploma de llengua francesa a la Sorbona i el 1959 el de llengua anglesa a l'Oversea Language School de Londres.
El 1966 fundà el Col·legi Menor Sant Pau Apòstol de Tarragona, del qual fou nomenat director i es va encarregar d'acabar les obres i d'organitzar l'ensenyament. Va ser nomenat director tècnic dels estudis de batxillerat del Seminari, vicari episcopal d'Ensenyament i Doctrina de la Fe (1969-1971) i vicepresident dels Patronats de les Escoles de Suburbis de Tarragona i Reus.
El papa, Pau VI el va nomenar bisbe d'Urgell el 25 de novembre de 1970. Va prendre possessió del bisbat a La Seu d'Urgell el dia 31 de gener de 1971, el mateix dia que va ser consagrat bisbe a la Catedral de Santa Maria d'Urgell pel nunci apostòlic a Espanya, Luigi Dadaglio. El mes de març del mateix any va fer la seva primera entrada oficial a Andorra en qualitat de copríncep.
La Santa Seu li va confiar el govern pastoral de la diòcesi de Solsona arran del delicat estat salut del seu bisbe José Bascuñana. El 29 de novembre de 1974 va ser nomenat administrador apostòlic ad sede plena de Solsona i el 7 de gener de 1975 va prendre possessió de la nova responsabilitat que va exercir fins al 29 de maig de 1977, una vegada es va fer efectiva la renúncia del bisbe diocesà i va haver pres possessió el seu successor Miquel Moncadas.
A la diòcesi d'Urgell, va coincidir durant una etapa de canvis profunds i es va dedicar a reordenar el bisbat d'acord amb els nous temps. El seu pontificat s'emmarcà plenament dins el procés de transformació econòmica i social que patia el món rural –majoritari a la diòcesi– i que afectava a la vivència religiosa, les celebracions i els serveis eclesials. La seva activitat pastoral es va caracteritzar per la capacitat organitzadora i per l'impuls donat a la corresponsabilitat eclesial. Va crear o revifar els diferents òrgans auxiliars de la pastoral assenyalats pels decrets del Concili Vaticà II i pel Codi de Dret Canònic de 1983. Van ser constants les visites pastorals, tant regulars com ocasionals, que va fer a les parròquies d'Urgell.
La seva producció escrita ha estat abundosa. Entre els seus escrits destaca un sobre els problemes del món rural, un altre sobre Europa i un sobre l'Església Local.
Introduí l'ús del català en els escrits administratius i en les publicacions oficials del Bisbat. Ha estat membre de la Presidència d'Honor del II Congrés Internacional de Llengua Catalana (Mallorca, 1986) i Acadèmic Honorari de la Reial Acadèmia Catalana de Belles Arts de Sant Jordi (Barcelona, 1990). Va participar a Andorra i en diferents llocs del país en actes destinats al ressorgiment, dignificació i promoció de la llengua catalana.
Va promoure la revista diocesana Església d'Urgell (1972). Va crear, amb la col·laboració d'un grup d'estudiosos, la Societat Cultural Urgel·litana (1977) que a través de l'anuari Urgelia fomenta l'estudi i la divulgació del patrimoni cultural de la diòcesi. A partir del 1992 va promoure els treballs per a crear una emissora de ràdio diocesana que van culminar amb el naixement de Ràdio Principat.
Reivindicà la memòria dels preveres assassinats a la diòcesi durant la Guerra Civil Espanyola: va fer publicar el Martirologi Diocesà (1975), en va fer recollir les despulles a la catedral (1988) i finalment, d'una bona part d'ells, va obrir el procés de canonització (1993).
Com a copríncep d'Andorra, càrrec inherent a la seu urgellesa, va vetllar pel manteniment i la promoció de la sobirania del Principat i per la protecció dels drets humans. Va afavorir la modernització de les institucions, tasca que va culminar el 1993 amb una nova constitució que proclama Andorra com Estat independent, de dret, democràtic i social.
Va formar part del Comitè Executiu de la Conferència Episcopal Espanyola durant sis anys i va ser president de les comissions episcopals de Migracions, de Mitjans de Comunicació Social i de Missions i Cooperació entre les Esglésies (1999-2002). L'any 1989 va ser nomenat també membre del Pontifici Consell de Comunicacions Socials. A la Conferència Episcopal Tarraconense va ser responsable de Missions.
El 2001, el papa Joan Pau II el va nomenar arquebisbe ad personam, en reconeixement del seu encert com a copríncep d'Andorra i a la seva trajectòria personal i eclesial. Aquest atorgament es va fer efectiu el 29 de juliol en una celebració presidida pel nunci apostòlic a Espanya i Andorra, Manuel Monteiro de Castro. El 12 de maig de 2003 la Santa Seu va acceptar la seva renúncia al capdavant del bisbat d'Urgell.
Va col·laborar periòdicament en alguns mitjans com el Diari d'Andorra, l'Avui i La Vanguardia.
Va morir a l'Hospital de Nostra Senyora de l'Esperança de Barcelona el diumenge, 11 d'octubre de 2009. Va ser enterrat a la Catedral de Santa Maria d'Urgell a La Seu d'Urgell.

## Tractaments, títols i condecoracions

### Tractaments i títols
Alguns dels tractaments honorífics que Joan Martí i Alanís va rebre al llarg de la seva vida són els següents:
- Del 25 de novembre de 1970 al 31 de gener de 1971: Excel·lentíssim i Reverendíssim Monsenyor Joan Martí i Alanis, bisbe preconitzat d'Urgell.
- Del 31 de gener de 1971 al 7 de gener de 1975: Excel·lentíssim i Reverendíssim Monsenyor Joan Martí i Alanis, bisbe d'Urgell i copríncep d'Andorra.
- Del 7 de gener de 1975 al 29 de maig de 1977: Excel·lentíssim i Reverendíssim Monsenyor Joan Martí i Alanis, bisbe d'Urgell, copríncep d'Andorra i administrador apostòlic de Solsona.
- Del 29 de maig de 1977 al 29 de juliol de 2001: Excel·lentíssim i Reverendíssim Monsenyor Joan Martí i Alanis, bisbe d'Urgell i copríncep d'Andorra.
- Del 29 de juliol de 2001 al 12 de maig de 2003: Excel·lentíssim i Reverendíssim Monsenyor Joan Martí i Alanis, arquebisbe d'Urgell i copríncep d'Andorra.
- Del 12 de maig de 2003 al 29 de juliol de 2003: Excel·lentíssim i Reverendíssim Monsenyor Joan Martí i Alanis, arquebisbe - bisbe administrador apostòlic d'Urgell i copríncep d'Andorra.
- Del 29 de juliol de 2003 a l'11 d'octubre de 2009: Excel·lentíssim i Reverendíssim Monsenyor Joan Martí i Alanis, arquebisbe - bisbe emèrit d'Urgell.

### Condecoracions
- Gran creu de l'Orde d'Isabel la Catòlica (1989)[11]